# زولتان نمره
زولتان نمره (انگلیسی: Zoltán Nemere; ۲۰ آوریل ۱۹۴۲ – ۶ مهٔ ۲۰۰۱) شمشیرباز اهل مجارستان بود.
وی در مسابقات کشوری و بین‌المللی در مجموع برندهٔ ۲ مدال طلا شده‌است.